# Пюндт, Андреас
Андреас Пюндт Андерсен (дат. Andreas Pyndt Andersen; род. 4 марта 2001, Аллерёд, Фредериксборг) — датский футболист, полузащитник клуба «Сириус», выступающий на правах аренды за клуб «Фредерисия».

## Клубная карьера
Футболом начал заниматься в клубе «Аллерёд», откуда в 2011 году перебрался в академию «Брондбю». Выступал за юношеские команды клуба, был капитаном команды до 19 лет. 22 ноября 2018 года дебютировал за клуб в кубковом поединке с «Мариенлюстом», появившись на поле на 86-й минуте. По итогам розыгрыша турнира «Брондбю» дошёл до финала, в котором в серии пенальти уступил «Мидтьюлланну». В мае 2020 года подписал с клубом первый молодёжный контракт. 21 августа 2021 года впервые сыграл в чемпионате Дании, выйдя на замену в середине второго тайма игры с «Оденсе» вместо Йосипа Радошевича. В первой половине 2022 года выступал на правах аренды за «Б-93» во втором дивизионе, а в июле того же года отправился в «Видовре».
30 мая 2024 года стал игроком «Силькеборга», с которым подписал контракт, рассчитанный на четыре с половиной года. Первую игру за новый клуб провёл 30 июля во втором туре Суперлиги против «Мидтьюлланна». 8 февраля 2024 года на правах аренды до лета перешёл в шведский «Гётеборг».

## Клубная статистика
| Выступление      | Выступление      | Выступление      | Лига | Лига | Кубки | Кубки | Конт. кубки | Конт. кубки | Итого | Итого |
| Клуб             | Лига             | Сезон            | Игры | Голы | Игры  | Голы  | Игры        | Голы        | Игры  | Голы  |
| ---------------- | ---------------- | ---------------- | ---- | ---- | ----- | ----- | ----------- | ----------- | ----- | ----- |
| Брондбю          | Суперлига        | 2018/19          | 0    | 0    | 1     | 0     | 0           | 0           | 1     | 0     |
| Брондбю          | Суперлига        | 2020/21          | 0    | 0    | 1     | 0     | 0           | 0           | 1     | 0     |
| Брондбю          | Суперлига        | 2021/22          | 1    | 0    | 2     | 0     | 1           | 0           | 4     | 0     |
| Брондбю          | Итого            | Итого            | 1    | 0    | 4     | 0     | 1           | 0           | 6     | 0     |
| → Б-93           | 2-й дивизион     | 2021/22          | 13   | 1    | 0     | 0     | 0           | 0           | 13    | 1     |
| → Б-93           | Итого            | Итого            | 13   | 1    | 0     | 0     | 0           | 0           | 13    | 1     |
| → Видовре        | 1-й дивизион     | 2022/23          | 31   | 4    | 1     | 0     | 0           | 0           | 32    | 4     |
| → Видовре        | Итого            | Итого            | 31   | 4    | 1     | 0     | 0           | 0           | 32    | 4     |
| Силькеборг       | Суперлига        | 2023/24          | 4    | 0    | 4     | 0     | 0           | 0           | 8     | 0     |
| Силькеборг       | Итого            | Итого            | 6    | 0    | 4     | 0     | 0           | 0           | 10    | 0     |
| → Гётеборг       | Алльсвенскан     | 2024             | 9    | 0    | 2     | 0     | 0           | 0           | 11    | 0     |
| → Гётеборг       | Итого            | Итого            | 9    | 0    | 2     | 0     | 0           | 0           | 11    | 0     |
| Всего за карьеру | Всего за карьеру | Всего за карьеру | 58   | 5    | 11    | 0     | 1           | 0           | 70    | 5     |